# ماريا بيتروفا
ماريا بيتروفا (بالبلغارية: Мария Петрова)‏ هي لاعبة جمباز إيقاعي بلغارية، ولدت في 13 نوفمبر 1975 في بلوفديف في بلغاريا.

## وصلات خارجية
- ماريا بيتروفا على موقع الاتحاد الدولي للجمباز (licence) (الإنجليزية)
- ماريا بيتروفا على موقع الاتحاد الدولي للجمباز (biography) (الإنجليزية)
- ماريا بيتروفا على موقع اللجنة الأولمبية الدولية (الإنجليزية)
- ماريا بيتروفا على موقع أوليمبيديا (الإنجليزية)